# Metamorfosis (álbum de JNS)
Metamorfosis es el octavo álbum de estudio del grupo mexicano JNS lanzado el 13 de octubre de 2017 por Sony Music Entertainment México. Es el primer álbum lanzado después del cambio de nombre de la agrupación a JNS, después de usar el nombre Jeans en los primeros álbumes de su reencuentro.[cita requerida]
Está compuesto mayormente por versiones de canciones que fueron populares en la década de 1990 y principios de los 2000 como «Aun sin ti» de Los Hijos de Sánchez, «Me haces tanto bien» de Amistades Peligrosas o «Todavía» de La Factoría. Además, fueron incluidos tres canciones inéditas, «Vestida para matar», «Si sabías bien» y «Mejor no regreses». El 18 de agosto de 2017, se presentó el primer sencillo del álbum «Aun sin ti».

## Antecedentes
Con la reciente ola de reencuentros de grupos musicales de los años 1990 y la finalización del contrato del uso del nombre «Jeans», se buscó la posibilidad de reinventar el grupo con una nueva imagen, surgiendo así «JNS», teniendo como mananger a Ari Borovoy y publicando bajo el sello de Sony Music.[cita requerida]  Según las propias integrantes, lo que buscan con esta imagen es desligarse de la imagen anterior del grupo y poder llegar a nuevas generaciones, además de poder tener un estilo más moderno para acoplarse al 90's Pop Tour.

## Lista de canciones
| N.º | Título                                     | Escritor(es)                                                       | Duración |  |
| 1.  | «Arena y sol»                              | Barth Lori, Christian De Walden, Max Di Carlo, Toro Montoro Carlos | 3:00     |  |
| 2.  | «Bailando»                                 | María Asensio García, Patrick Samoy                                | 3:30     |  |
| 3.  | «Aun sin ti»                               | Carlos A. Sánchez, Grant T. Goad                                   | 3:44     |  |
| 4.  | «Me haces tanto bien»                      | Alberto Comesaña, Carlos de France                                 | 3:06     |  |
| 5.  | «Vestida para matar»                       | Bruno Danzza, Mónica Vélez                                         | 2:24     |  |
| 6.  | «Hace un minuto»                           | Miguel Ángel Gómez López, Óscar De Diego Arraz                     | 3:42     |  |
| 7.  | «Todavía»                                  | Johanna Gisel Mendoza Romero                                       | 3:03     |  |
| 8.  | «Mejor no regreses»                        | Ale Zéguer                                                         | 3:16     |  |
| 9.  | «Necesito un amigo (CI Vorrebbe un amico)» | Antonio Venditti, Norberto Ortiz Osborne                           | 3:22     |  |
| 10. | «En cada canción»                          | Carlos Lara                                                        | 3:24     |  |
| 11. | «Tour»                                     | Marco Flores                                                       | 2:56     |  |
| 12. | «Si sabías bien»                           | Melissa Robles, Pablo Preciado                                     | 3:45     |  |
| 13. | «Yo quiero bailar»                         | Antoni Martínez Ten, Francesc Martínez Ten                         | 3:20     |  |

## Certificaciones
| País   | Organismo certificador | Certificación | Ventas certificadas | Ref   |
| ------ | ---------------------- | ------------- | ------------------- | ----- |
| México | AMPROFON               | Oro           | 30 000              | [ 1 ] |